# Rawannawi
Rawannawi ist ein Ort mit einer Landfläche von 0,47 km² auf dem Marakei-Atoll in den zum Inselstaat Kiribati gehörenden Gilbertinseln im Pazifischen Ozean. 2020 hatte der Ort 878 Einwohner.

## Geographie
Rawannawi ist der Hauptort von Marakei und liegt im Norden dieses Atolls. Im Ort befinden sich die Gebäude der Inselverwaltung. Nördlich von Rawannawi liegt der Flugplatz Marakei, der von Tarawa aus angeflogen wird.